# Gros-Réderching
Gros-Réderching è un comune francese di 1 356 abitanti situato nel dipartimento della Mosella nella regione del Grand Est.

## Società

### Evoluzione demografica
Abitanti censiti